# Batalla de Áqaba
La batalla de Áqaba tuvo lugar el 6 de julio de 1917 en el puerto de la ciudad de Áqaba (hoy en Jordania). Las fuerzas atacantes árabes, dirigidas por Auda ibu Tayi y T. E. Lawrence (Lawrence de Arabia) lograron derrotar a la guarnición otomana que defendía la ciudad.

## Antecedentes
Tras un fracasado intento de conquistar Medina, los rebeldes árabes liderados por Faysal I de Irak tomaron una postura defensiva en contra de los turcos. En la primavera de 1917, las fuerzas árabes se movilizaron al norte para tomar los puertos del Mar Rojo de Yenbo y Wejh, permitiéndoles recuperar la iniciativa, pero ni los árabes ni los británicos lograron llegar a un consenso para llevar a cabo la acción. Los árabes iniciaron una serie de ataques contra el Ferrocarril del Hiyaz y estaban contemplando hacer otro ataque a Medina, pero con las tropas británicas estacionadas en Gaza parecía que no estaban en condiciones de tener éxito.
Lawrence, enviado por el general Archibald Murray, convenció a Faysal de atacar Áqaba. Áqaba por entonces era un puerto defendido por los otomanos que amenazaba las operaciones británicas en Palestina; los otomanos también usaron al puerto como base durante el primer ataque contra el Canal de Suez en 1915. Faisal también sugirió que el puerto fuera tomado como un medio para que los británicos abastecieran a las fuerzas árabes mientras avanzaban hacia el norte. Aunque no tomó parte en el ataque (su primo Sherif Nasir cabalgó como el líder de sus fuerzas), Faisal prestó cuarenta de sus hombres a Lawrence. Lawrence también conoció a Auda ibu Tayi, un líder Beduino quien aceptó brindarle una gran cantidad de hombres para luchar.
Lawrence informó a sus colegas británicos sobre la operación, pero estos no lo tomaron muy en serio, ya que esperaban que la misión fracasara.
Áqaba en si no era un obstáculo militar importante; Un pequeño pueblo en el momento, no estaba realmente defendida por los turcos, aunque estos mantenían una guarnición de 300 hombres para proteger la ciudad de ataques provenientes de la Península del Sinaí. La Royal Navy ocasionalmente bombardeaba Áqaba, a finales de 1916 unos infantes de marina desembarcaron brevemente, pero la falta de un puerto o playas de desembarco complicó una operación anfibia. Los británicos temían que Áqaba amenazara su flanco mientras las tropas de Murray avanzaban hacia Palestina, o que fuera usada como una base para submarinos alemanes en el Mar rojo. El principal obstáculo para un exitoso ataque a la ciudad fue el gran Desierto de An-Nafud, que muchos consideraban intransitable.

## Batalla y la campaña

### Preludio
La expedición comenzó a moverse hacia Áqaba en mayo. A pesar del calor del desierto, los beduinos experimentados encontraron pocos obstáculos aparte de acoso ocasional de pequeñas bandas de árabes pagados por los turcos. Durante la expedición, las fuerzas de Auda y de Lawrence causaron daño severo al ferrocarril de Hejaz.
Auda y sus hombres llegaron a la región de Wadi Sirhan, ocupada por la tribu Rualla. Auda pagó 6.000 libras esterlinas en oro a su líder para permitir usar Wadi Sirhan como una base.
El plan de Lawrence consistía en convencer a los turcos de que el objetivo de su ataque era Damasco, en lugar de Áqaba. En un momento de esta expedición, Lawrence emprendió una expedición de reconocimiento solitario, destruyendo un puente ferroviario. Lawrence hizo esto en gran medida para convencer a los turcos de que la fuerza árabe -de la que habían recibido pocos reportes- se dirigía hacia Damasco o Alepo.
La expedición entonces se acercó a Daraa, y capturó una estación del ferrocarril cercana. Esta acción confirmó para los turcos que habían sido engañados en cuanto a las intenciones del ejército árabe, y llegaron a la conclusión que el verdadero objetivo era Áqaba. Un escuadrón de caballería de 400 hombres fue enviado por los turcos para interceptar a los árabes, pero los hombres de Auda pudieron evitarlos.

### Abu al Lasan y Áqaba
La batalla por Áqaba ocurrió en su mayor parte en un fuerte turco en Abu al Lasan, aproximadamente a medio camino entre Aqaba y la ciudad de Ma'an. Un grupo aparte de rebeldes árabes, actuando en conjunción con la expedición, se había apoderado del fuerte hace unos días, pero un batallón de infantería turca llegó a la escena y lo recapturó. Los turcos entonces atacaron un pequeño y cercano campamento de árabes, matando a varios de ellos.
Después de oír esto, Auda dirigió personalmente un exitoso ataque contra las tropas turcas allí, atacando al mediodía del 2 de julio. La resistencia turca fue leve; Los árabes masacraron brutalmente a cientos de turcos como venganza antes de que sus líderes pudieran contenerlos. En total, 300 turcos murieron y otros 300 fueron hechos prisioneros. Lawrence casi muere en la misión, cuando accidentalmente disparó contra el camello que estaba montando, pero logró caer fuera de peligro. Auda fue rozado en numerosas ocasiones, incluso perdió sus prismáticos favoritos, pero resultó ileso.
Mientras tanto, un grupo de fragatas británicas comenzó a bombardear Áqaba. En este punto, Lawrence, Auda y Nasir habían reunido a sus tropas; Su fuerza total había ascendido a 5.000 hombres ya que varios beduinos se unieron a las fuerzas de Auda. Las tropas ingresaron a Áqaba y los turcos se rindieron sin dar resistencia.

## Repercusiones y consecuencias

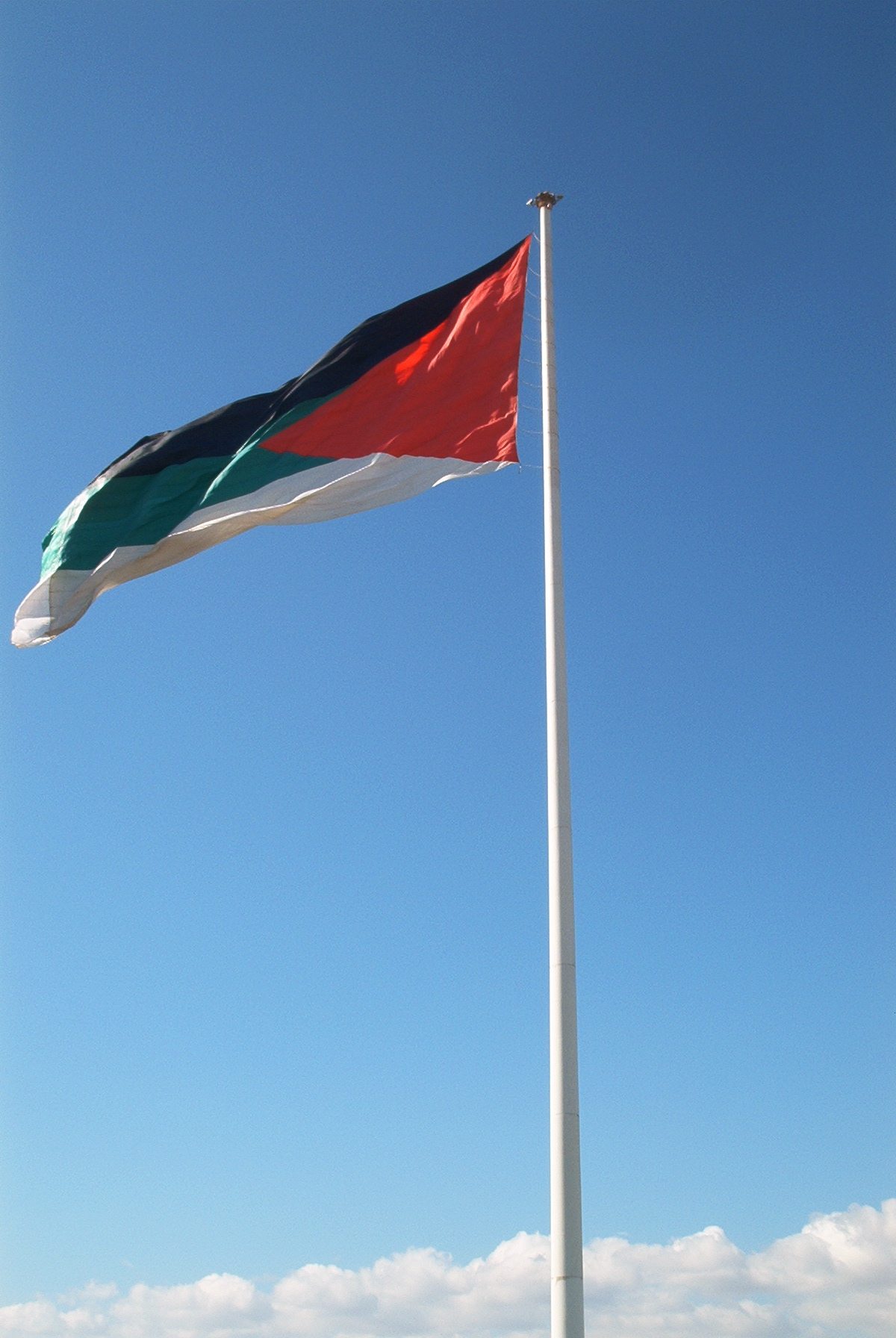
La bandera de la sublevación de 1916 sigue flameando en Áqaba.

Lawrence viajó a través de la Península del Sinaí con un pequeño guardaespaldas para informar personalmente al ejército británico en El Cairo, ahora a cargo del general Edmund Allenby, que la campaña en Áqaba había sido exitosa. Llegando al Canal de Suez, Lawrence llamó a la sede de El Cairo para informar del éxito, y también arregló un transporte naval de suministros a Áqaba. Lawrence llegó a El Cairo pocos días después y se reunió con Allenby, quien accedió a abastecer a las fuerzas árabes con armas, suministros, dinero y varios buques de guerra.
Áqaba no estaría totalmente asegurada durante varios meses; Los turcos lograron recapturar el fuerte en Abu el Lissal en agosto, suponiendo una gran amenaza para Áqaba, lo que llevó a unas cuantas escaramuzas en las afueras de la ciudad, pero la llegada de refuerzos árabes y buques de guerra y aviones británicos disuadió a los turcos de atacar la ciudad.
La toma de Áqaba permitió el transporte del ejército de Faisal más al norte todavía, donde podría volver a comenzar operaciones con el apoyo logístico de los militares británicos. También alivió la presión sobre las fuerzas británicas en Palestina, aisló efectivamente a las fuerzas turcas en Medina, y abrió un camino para posibles operaciones militares árabes en Siria y Jordania.

## En la cultura popular
La campaña y la batalla fueron representadas en la película Lawrence de Arabia. Aunque esta representación es muy exagerada y posee unas cuantas inexactitudes, como la ausencia de la Royal Navy.